# Grzybówka delikatna

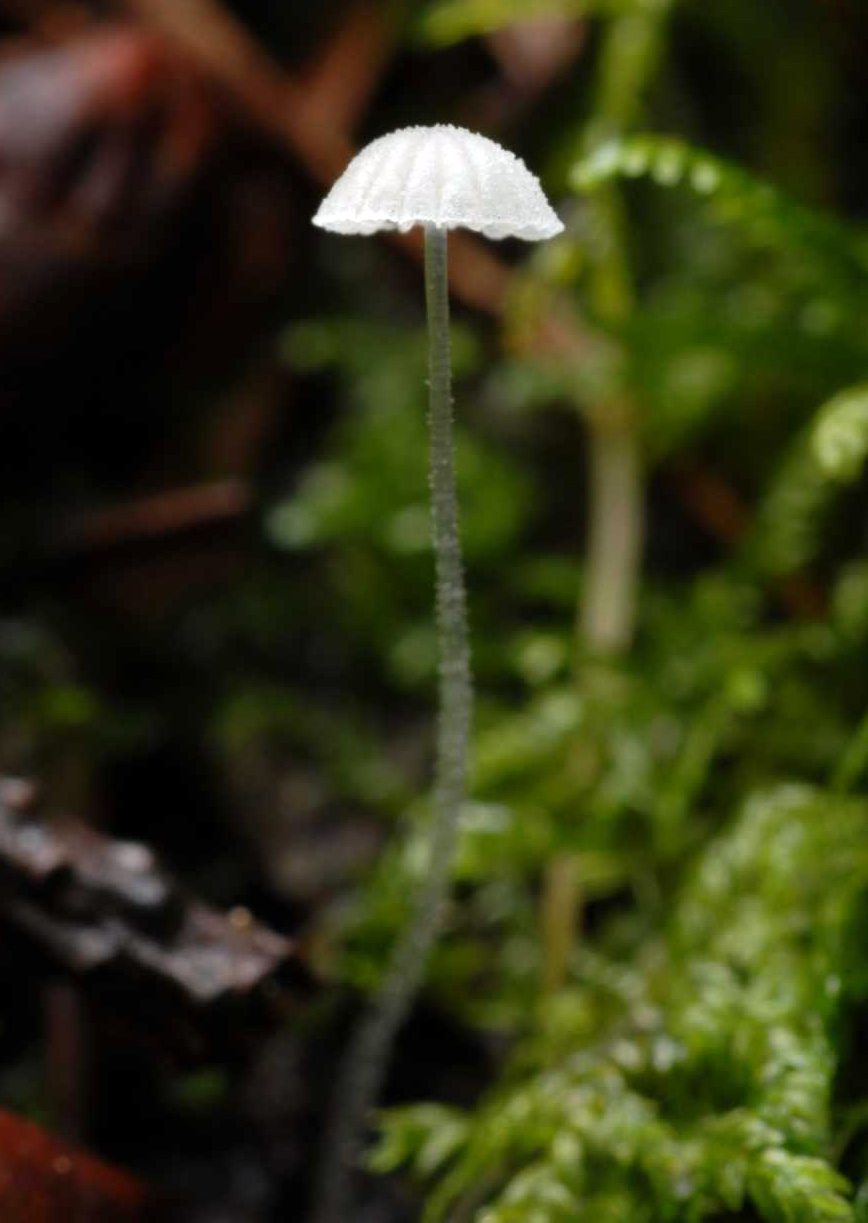

Grzybówka delikatna (Mycena tenerrima (Berk.) Quél.) – gatunek grzybów z rodziny grzybówkowatych (Mycenaceae).

## Systematyka i nazewnictwo
Pozycja w klasyfikacji według Index Fungorum: Mycena, Mycenaceae, Agaricales, Agaricomycetidae, Agaricomycetes, Agaricomycotina, Basidiomycota, Fungi.
Po raz pierwszy takson ten opisał w 1836r. Miles Joseph Berkeley, nadając mu nazwę Agaricus tenerrimus. Obecną, uznaną przez Index Fungorum nazwę nadał mu Lucien Quélet w 1872 r. Niektóre inne synonimy:
- Mycena adscendens Maas Geest. 1981
- Mycena adscendens var. rickiana Raithelh. 1984[2]

Epitet adscendens w języku łacińskim oznacza „wznoszący się” lub „zakrzywiający się od podstawy leżącej”, epitet tenerrima wywodzi się od łacińskiego tener, oznaczającego „delikatny”. Nazwę polską podała Maria Lisiewska w 1987 r.

## Morfologia
Kapelusz
Średnica 2,0–4,0 mm, początkowo półkulisty z podwiniętym brzegiem, potem przechodzący w wypukły, na koniec niemal płaski, czasem nieco pępówkowaty z brzegiem wygiętym. Powierzchnia półprzezroczysto prążkowana lub bruzdkowata od brzegu aż do środka, blada, na środku bladoszara, pokryta białymi, podobnymi do cukru granulkami, często niepozornymi z wiekiem.
Blaszki
Przyrośnięte, czasami tworzące kołnierzopodobną strukturę w pobliżu trzonu, w młodości gęste, potem średnio gęste, stosunkowo szerokie, białawe, z blaszeczkami, l=1. Brzegi pokryte drobnymi frędzlami (pod lupą).
Trzon
Wysokość 0,4–1,0 cm, grubość poniżej 1,0 mm, nitkowaty, cylindryczny, pusty, równy z wyjątkiem nabrzmiałej, krążkowatej podstawy. Wierzchołek białawy, półprzezroczysty, nagi, dolna część bladoszara, błyszcząca z rzadkimi włoskami, z gęstą grzybnią u podstawy. Brak osłony częściowej.
Miąższ
W kapeluszu cienki, błoniasty, półprzezroczysty-biały, niezmieniający barwy po przecięciu, o łagodnym zapachu i smaku.
Wysyp zarodników
Biały.
Cechy mikroskopowe
Zarodniki są szeroko elipsoidalne, amyloidalne, 8–10 na 5–6,5 µm. Podstawki dwuzarodnikowe, maczugowate, 14–17 × 7–9 µm. Pleurocystydy podobne do cheilocystyd, ale nie zawsze występują. Cheilocystydy liczne, 28–44 × 8–12 µm, o zmiennym kształcie, często wrzecionowato-brzuchate lub z 2–3 igiełkowatymi wypustkami wychodzącymi z wierzchołka, czasami rozwidlone. Nabrzmiałe części cheilocystyd są pokryte krótkimi pręcikowatymi wypukłościami lub brodawkami. Miąższ skrzeli jest winno-brązowy po zabarwieniu jodem. Miąższ kapelusza składa się z bardzo powiększonych komórek, których powierzchnia jest pokryta komórkami o kształcie od maczugowatego do prawie kulistego i wymiarach 25–40 na około 20 µm. Ich ściany są drobno brodawkowate, a wszystkie komórki oprócz brodawkowatych pod działaniem jodu są winno-brązowe. W strzępkach liczne sprzążki.
Gatunki podobne
Młode okazy grzybówki delikatnej są łatwo rozpoznawalne po kapeluszu pokrytym podobnymi do cukru granulkami i trzonie z nabrzmiałą podstawą przypominającą dysk. Granulki kapelusza stają się mniej wyraźne z wiekiem, ale pozostałości można zwykle znaleźć za pomocą ręcznej soczewki. Do podobnych grzybówek należą grzybówka długoszowa M. alphitophora i grzybówka dyskowata M. stylobates. Grzybówka długoszowa również ma ziarnisty kapelusz, ale podstawa jej trzonu nie jest nabrzmiała ani krążkowata. Grzybówka dyskowata jest nieco większa i mocniejsza, ma krążkowaty trzon, ale powierzchnia jej kapelusza nie jest ziarnista.

## Występowanie i siedlisko
Najwięcej stanowisk podano w Europie. Poza nią podano nieliczne stanowiska w Ameryce Północnej i Środkowej, Azji i na Nowej Zelandii (dla synonimu M. adscendens). Władysław Wojewoda w zestawieniu grzybów wielkoowocnikowych Polski w 2003 r. przytoczył 2 stanowiska, w późniejszych latach podano wiele nowych, a najbardziej aktualne podaje internetowy atlas grzybów. Znajduje się na Czerwonej liście roślin i grzybów Polski. Ma status E – gatunek wymierający, którego przeżycie jest mało prawdopodobne, jeśli nadal będą działać czynniki zagrożenia.
Grzyb nadrzewny, saprotrof. Występuje w lasach na opadłych na leżących na ziemi gałęziach i pniach drzew liściastych. Owocniki występują po kilka od wiosny do jesieni, zwykle po deszczach. Znajdowano je także na leżących na ziemi łupinach orzechów laskowych.